# Trivialità quantistica
In una teoria quantistica dei campi fenomeni di schermo possono cambiare (rinormalizzare) il valore della carica della teoria classica. Se il solo valore consentito della carica rinormalizzata è zero, allora la teoria è detta triviale ovvero non-interagente. Dunque, sorprendentemente, una teoria classica che sembra descrivere particelle interagenti, diventa, nel momento in cui viene implementata come teoria quantistica di campo, una teoria triviale di particelle libere non interagenti. Questo fenomeno viene definito trivialità quantistica.
Ci sono forti evidenze che una teoria di campo implicante solo un bosone di Higgs sia una teoria triviale in 4 dimensioni spazio-temporali. Tuttavia la situazione per una teoria che includa altre particelle, oltre al bosone di Higgs, non è conosciuta in generale. Siccome il bosone di Higgs ha un ruolo centrale nel modello standard della fisica delle particelle, la questione della trivialità del modello di Higgs riveste un'importanza capitale.